# Nikolaus Gerhaert
Nikolaus Gerhaert (Leyden, Países Bajos, ca. 1420 - Wiener Neustadt, Austria, 28 de junio de 1473) fue un escultor del Gótico tardío o Renacimiento inicial, del que pocos datos se conocen, aparte de su obra, en gran parte perdida. Su origen era holandés, aunque la mayor parte de su trabajo se desarrolló en la Europa Central germánica (Tréveris, Estrasburgo, Baden, Constanza y Viena). Se le considera el escultor más influyente del norte de Europa del siglo XV (Renacimiento nórdico). Su estilo se caracterizó por ropajes elaborados y un realismo vívido y poco convencional. Se especializó en sepulcros y retablos. Los materiales más empleados fueron la arenisca y la caliza; únicamente se le atribuyen ocho tallas en madera.
Su obra más famosa, conservada en el Musée de l’Œuvre Notre-Dame de Estrasburgo, recibe la denominación francesa de Buste d'homme accoudé ("busto de hombre acodado", meditando, ca. 1467), y presumiblemente es su autorretrato.
Su influencia se reconoce en la obra de escultores posteriores, como Erasmus Grasser y Nicolas de Haguenau.
Obras
Las obras públicas atribuidas a Nicolaus Gerhaert son las siguientes:
- En Alemania

Baden-Baden, iglesia parroquial: Crucifijo de Baden-Baden, 1467
Berlín, Museo Bode: Virgen con el niño, circa 1460/1470
Frankfurt, Liebieghaus: dos cabezas, un profeta y una sibila, fragmentos del portal de la cancillería de Estrasburgo
Trier, Museum am Dom Trier: Tumba del arzobispo Jakob von Sierck, 1462
- En Austria

Viena, Stephansdom: Tumba del emperador Federico III
- En Francia

Estrasburgo, Catedral de Estrasburgo, capilla en el lado izquierdo del coro: Epitafio del canónigo Conrad de Bussnang, 1464
Estrasburgo, Musée de l'Œuvre Notre-Dame: Cabeza de otomana con turbante, hacia 1464
Hombre meditando, antes de 1467
Cabeza de hombre con rostro torcido, piedra arenisca roja
- En los Estados Unidos

Nueva York, Museo Metropolitano de Arte: Virgen con un niño, hacia 1470

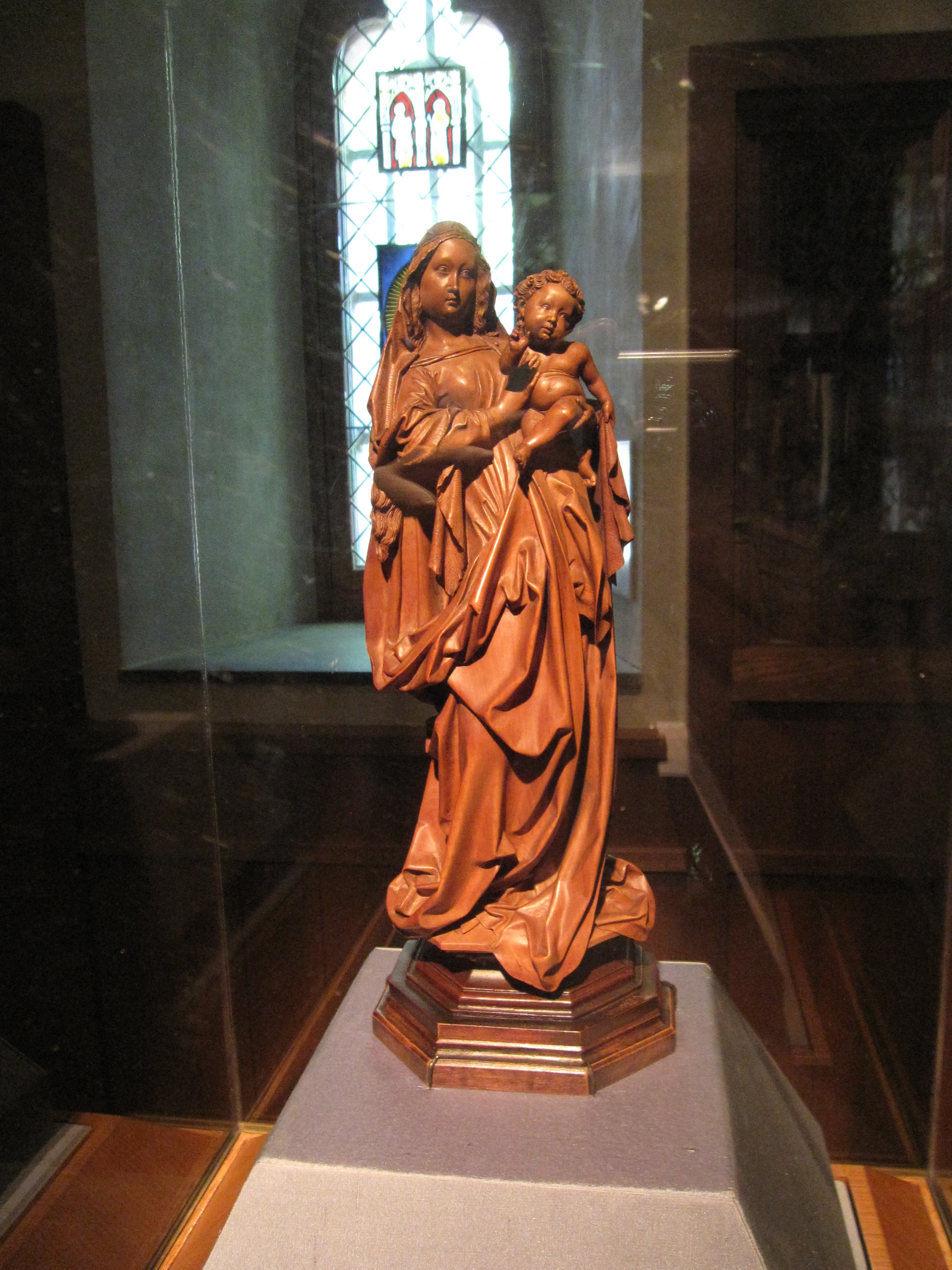
Virgen con el Niño.
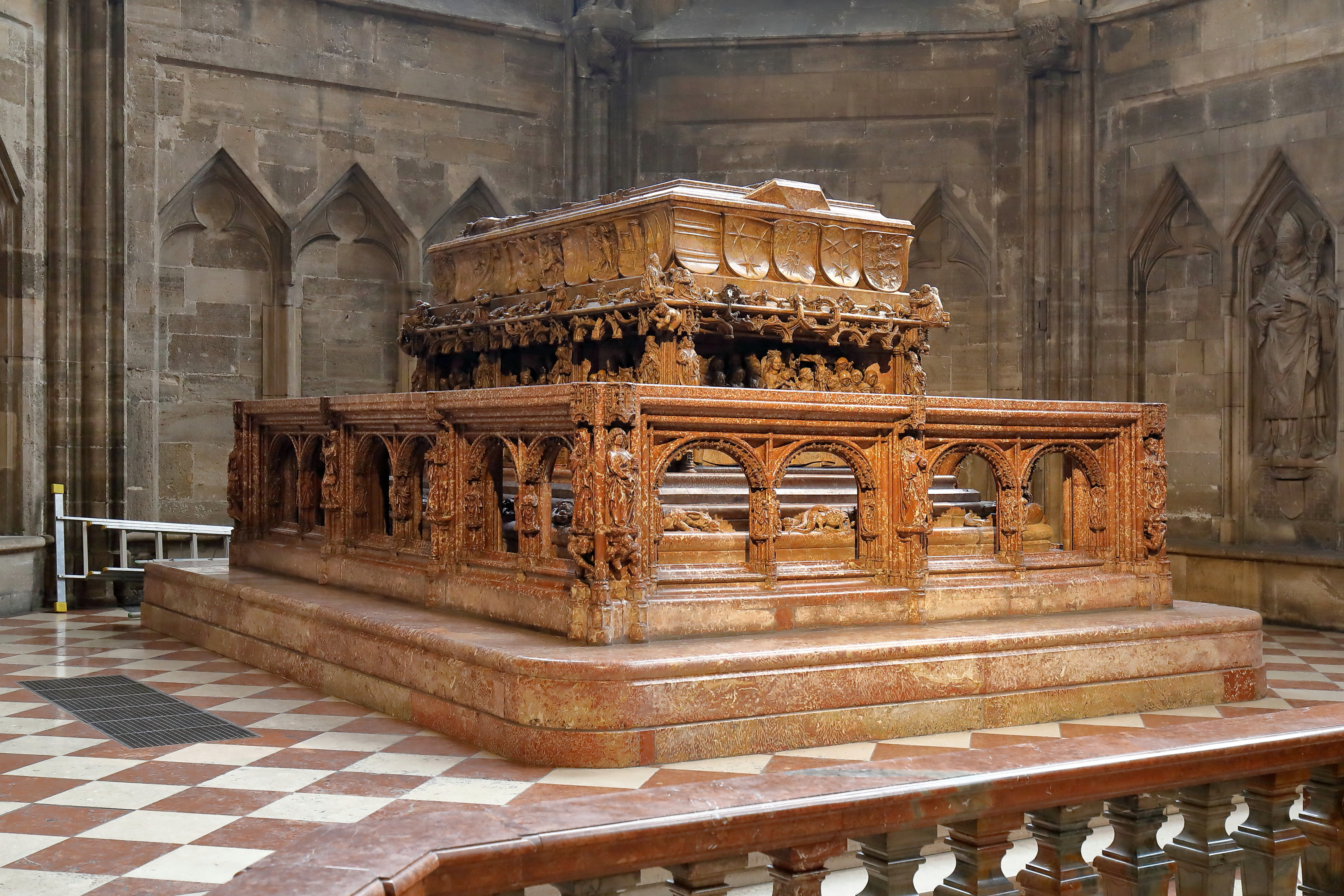
Sepulcro del emperador Federico III de Habsburgo en la Catedral de Viena.
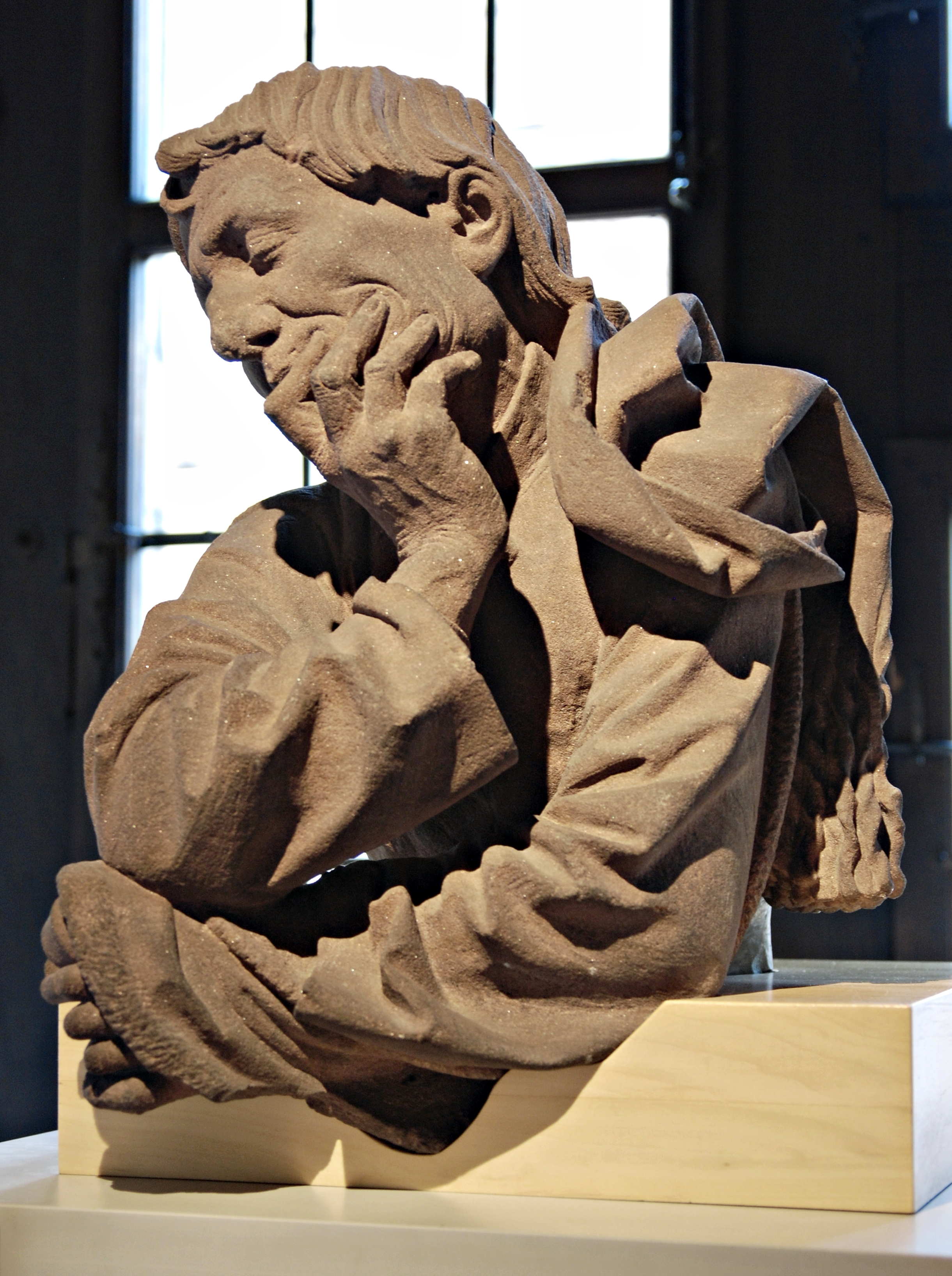
Buste d'homme accoudé